# El Camino: Film Breaking Bad
El Camino: Film Breaking Bad (oryg. El Camino: A Breaking Bad Movie) – amerykański film sensacyjny z 2019 roku, wyreżyserowany przez Vince’a Gilligana, sequel serialu Breaking Bad, wyprodukowany przez Netfliksa. W głównych rolach wystąpili Aaron Paul, Charles Baker i Matt Jones.
Film El Camino dostał Nagrodę Satelita za najlepszy film telewizyjny oraz Critics' Choice Television Award for Best Movie Made for Television oraz 5 nominacji.

## Fabuła
Akcja filmu zaczyna się w momencie, w którym kończy akcja serialu. Rozgrywa się w Nowym Meksyku gdzie, odzyskawszy wolność, Jesse musi pogodzić się ze swoją przeszłością, żeby móc iść naprzód. Nie ma pieniędzy, jest ledwo żywy, wygłodzony, pogubiony, a jedyne co posiada, to Chevrolet El Camino oraz nadzieję na wydostanie się z opresji. Będzie musiał odnaleźć ukryte przez bandytę pieniądze, które chce przeznaczyć na relokację i rozpoczęcie życia na nowo.

## Obsada
- Aaron Paul jako Jesse Pinkman
- Charles Baker jako Skinny Pete
- Matt Jones jako Brandon „Badger” Mayhew
- Jonathan Banks jako Mike Ehrmantraut
- Larry Hankin jako Stary Joe
- Bryan Cranston jako Walter White
- Jesse Plemons jako Todd Alquist
- Robert Forster jako Ed
- Kevin Rankin jako Kenny
- Krysten Ritter jako Jane
- Scott Shepherd jako Casey
- Scott MacArthur jako Neil
- Tom Bower jako Lou
- Tess Harper jako Diane Pinkman
- Gloria Sandoval jako Sonia
- Michael Bofshever jako Adam Pinkman
- Marla Gibbs jako Jean
- Brendan Sexton III jako Kyle
- Danielle Todesco jako reporter
- Matthew Van Wettering jako Colin
- Chris Bylsma jako Sean
- David Mattey jako Clarence
- Cody Renee Cameron jako Candy
- Alison Law jako Wanda

## Krytyka w mediach
Film spotkał się z pozytywną reakcją krytyków. W agregatorze recenzji Rotten Tomatoes 91% z 129 recenzji jest pozytywne, a średnia ocen wystawionych na ich podstawie wyniosła 7,3 na 10. Z kolei w agregatorze Metacritic średnia ważona ocen z 34 recenzji wyniosła 72 punkty na 100.